# Западно-Европейская архиепископия
Западно-Европейская архиепископия (официальное название Румынская православная архиепископия Западной Европы, рум. Arhiepiscopia Ortodoxă Română a Europei Occidentale) — епархия Румынской Православной церкви, объединяющая приходы во Франции, Швейцарии, Голландии и Бельгии. Входит в состав Митрополии Западной и Южной Европы.

## История
В начале XIX века первые румынские студенты из семей «бояр» (румынских аристократов), прибывают в Париж. Их становится всё больше и больше, и в 1839 году они основывают общество румынских студентов в Париже, расположенное на № 3, площади Сорбонны. В 1846 году этот студенческий комитет создал «Парижскую румынскую библиотеку», а в 1857 году — журнал «Buciumul». Именно среди этих молодых людей в начале 1853 года в Париж прибыл архимандрит Иосафат (Снаговяно), священнослужитель-министр революционного румынского правительства 1848 года, в то время живший в изгнании. В ноябре 1853 года он основал румынскую часовню в Париже на улица Расина 22 с разрешения Франции и при поддержке Турции. В 1860 году, в возрасте более 62 лет, архимандрит Иосафат официально связался с Министерством культов Румынии и Бухарестской митрополией, чтобы «официально поместить эту часовню под покровительство священной митрополии Бухареста», указав, что она не подчиняется «какой-либо иностранной иерархии». Архимандрит Иосафат умер в 1872 году. Десять лет спустя здание на улица Расина 22 экспроприировано для расширения лабораторий медицинского факультета. Румыны вынуждены искать другое место для молитвы. Затем они находят часовню бывшего колледжа Дорман на улице Жан-де-Бове, также располагавшуюся в Латинском квартале. В декабре 1881 года церковь Дорман-Бове объявлена историческим памятником Министерством культуры Франции, а через несколько месяцев, в 1882 году, правительство Румынского королевства покупает её в пользу румын в Париже. Десять лет ушло на её реставрацию и адаптацию к православному богослужению. В 1892 году церковь была освящена как храм Святых Архангелов.
Румынская община в Лейпциге молилось сначала в греческой церкви, но в 1858 году они решают заложить основу собственного домового храма, освящённого 7 сентября того же года в честь святого Георгия. Часовня действовала до начала 1881 года, когда Министерство иностранных дел Румынии распорядилось закрыть её.
В 1864—1866 годы в Баден-Бадене молдавским господарем Михаилом Стурзой была построена «Часовня Михаила Стоурдзы», которая изначально имела характер частного здания, возведенного бывшим господарем в честь памяти его трагически погибшего сына в Париже в 1863 году в возрасте всего 17 лет. Начиная с 1882 года при часовне по желанию ктитора появился приход, находившейся в ведении Молдавской и Сучавской митрополии, которая назначила клириков на это приход.
В 1893 году в Вене была организована румынская колония. 8 января 1907 года была освящена часовня, которая была подчинена Буковинской митрополии, которая направляла священников для служения на этом приходе.
В 1948 году в связи с приходом в Румынии к власти коммунистов и вмешательстве их в церковные дела немногочисленные румынские приходы в Западной Европе выходят их подчинения Румынской православной церкви. В августе 1949 года митрополит Виссарион (Пую) приезжает в Париж по приглашению местной румынской общины и основывает здесь Румынскую православную епархию Западной Европы (рум. Eparhia Ortodoxă Română a Europei Occidentale). Кафедральным собором новой епархии стал Архангельский храм в Париже. 29 марта 1950 года Священный Синод Румынской Церкви лишил митрополита Виссариона священного сана и монашества, отлучив от Церкви и осудив как предателя интересов румынского народа. Митрополит Виссарион с паствой не признали этого решения, вынесенного под давлением коммунистической власти. Однако это помешало ему объединить в своей епархии все румынские приходы Западной Европы. Часть румынской паствы была разделена по политическим мотивам, другая часть боялась «изолированной» юрисдикции Русской Зарубежной Церкви и стремилась в Константинопольский Патриархат. В начале 1950-х годов французские власти вынуждают митрополита Виссариона покинуть Париж.
Для укрепления епархии митрополит Виссарион нашёл себе преемника. 26 декабря 1954 года митрополит Висарион вместе с иерархам Русской Зарубежной Церкви, архиепископом Иоанном (Максимовичем) и епископом Нафанаилом (Львовым) рукоположил архимандрита Феофила (Ионеску) в викарного епископа с титулом «Севрский». Епископ Феофил, отправленный митрополитом Висарионом в организовавывать Румынскую епархию в Северной Америке, поселяется в США, где тамошняя румынская кафедра вдовстовала так как румынские власти не выпустили её правящего архиерея епископа Поликарпа (Морушку) из страны. В Канаде епископу Феофилу удаётся сформировать Румынскую православную епископию Канады и Западного полушария.
В Париже оставшимися приходами в 1955—1958 годы руководил протосинкелл Грациан Раду. В 1958 году приходский совет и приход соглашаются на назначение священника Василия Болдяну, а также признаёт епископа Феофила (Ионеску). В 1959 году епископ Феофил (Ионеску) был принят в Русскую Зарубежную церковь. В Париж он приехал только в 1964 году и поселится в церкви на улице Жан-де-Бове в качестве управляющего Румынской православной епархии в Западной Европе.
26 января 1972 года епископ Феофил написал официальное заявление с просьбой принять его в юрисдикцию Румынского патриархата. Его заявление было утверждено 10 марта 1972 года Постоянным Синодом и подтвержденное Священным Синодом Румынской Православной Церкви 28 апреля 1972 года. Таким образом в составе Румынской православной церкви была образована «Румынская православная епископия в Западной Европе». Но большинство его паствы за ним не последовало. До 1998 года эти приходы пребывали в РПЦЗ.
12 декабря 1974 года решением Священного Синода Румынской православной церкви епархия получила статус Архиепископии и теперь именовалась «Румынская Православная архиепископия для Центральной и Западной Европы». 13 декабря 1974 года архимандрит Лукиан (Флоря) был избран викарием этой архиепископии. 7 февраля 1975 года состоялась интронизация архиепископа Феофила (Ионеску) в качестве архиепископа Центральной и Западной Европы в его резиденции в Париже. Тогда же был рукоположен и епископ Лукиан (Флоря). 9 мая 1975 года архиепископ Феофил (Ионеску) скончался. После этого управление Архиепископией взял на себя епископ Лукиан. 16 июля 1980 года временным управляющим Архиепископий был назначен епископ Адриан (Хрицку). 16 ноября 1982 года он был назначен правящим архиереем в сане архиепископа.
Со времени падения режима Чаушеску и начала массовой эмиграции румын в Западной Европе стали образовываться новые румынские приходы в подчинении патриаршей Церкви Румынии.
22-23 января 1993 года Священный Синод Румынской Православной Церкви образовал Румынскую православную митрополию Германии и Центральной Европы, территория которой была отделена от Архиепископии Западной Европы, которая, в свою очередь, становится Архиепископией Западной и Южной Европы. В юрисдикции Архиепископии находились приходы и румынские общины во Франции, Швейцарии, Испании, Португалии, Италии, Нидерландах, Бельгии, Англии, Ирландии. 12 января 1994 года решением Священного Синода епископ Серафим (Жоанте), утверждённый в качестве архиепископа и митрополита новой митрополии для Германии и Центральной Европы, также называется местолюстителем Архиепископии Западной и Южной Европы.
29 ноября 1997 года собрание архиепископии Западной и Южной Европы Румынской Церкви выбрало на пост своего предстоятеля иеромонаха Иосифа (Попа), священника и духовника Покровского монастыря в Бюсси-ан-От. Епископская хиротония отца Иосифа была совершена 15 марта 1998 года собором из двенадцати епископов Румынской Церкви и членов Ассамблеи православных епископов Франции в парижском греческом кафедральном соборе Святого Стефана.
5 июля 2001 года Архиепископия Западной и Южной Европы была возведена в ранг митрополии и стала именоваться Митрополией Западной и Южной Европы. 21 октября 2001 года состоялась интронизация митрополита Иосифа (Попа) как митрополита Западной и Южной Европы, а архимандрит Силуан (Шпан) был хиротонисан в викарного епископа Марсельского.
В 2002 году было открыто представительство Румынской Церкви при европейских организациях в Брюсселе, которое возглавил митрополит Иосиф.
1 августа 2004 года был образован Викариат Италии под руководством епископа Силуана (Шпана), который решением Священного Синода Румынского Патриархата от 21 июня 2007 года был преобразован в отдельную Итальянскую епархию, вошедшую в состав Митрополии Западной и Южной Европы.
22 октября 2007 года решением Священного Синода Румынской православной церкви Испания и Португалия отошли к новоучреждённой Испанской и Португальской епархии, которая вошла в состав Митрополии Западной и Южной Европы.
В 2003—2009 годах епархия возвела новую резиденцию митрополита в Лимуре. 10 мая 2009 года в ведение епархии вернулся Архангельский собор в Париже, которому снова был усвоен статус кафедрального. В Лимуре остался административный центр митрополии, где в окружении небольшой монашеской общины проживал митрополит Иосиф. В 2009 году здесь был освящён новый деревянный храм в честь Покрова Божией Матери, построенный в марамурешской традиции.

## Управляющие
- Феофил (Ионеску) (10 марта 1972 — 9 мая 1975)
- Лукиан (Флоря) (9 мая 1975 — 16 июля 1980) в/у, епископ Фэгэрашский
- Адриан (Хрицку) (16 июля 1980 — 30 апреля 1992) в/у до 16 ноября 1982
- Серафим (Жоантэ) (12 января 1994 — 15 марта 1998) в/у, митрополит Германский, Центрально и Северо-Европейский
- Иосиф (Поп) (c 15 марта 1998 года)